# Пшеницын, Константин Фёдорович
Константин Федорович Пшеницын (1892, Богородский уезд, Московская губерния — 23 мая 1937, Свердловск) — партийно-государственный руководитель, первый секретарь Приморского обкома ВКП(б) (1933—1934), второй секретарь Свердловского обкома ВКП(б) (1935—1937), член Комиссии партийного контроля при ЦК ВКП(б) (1934—1937).

## Биография
Родился в 1892 году в семье рабочего. Окончил двухклассное училище (1905). С 1905 года ученик прядильщика, мастеровой чертёжной мастерской Богородско-Глуховской мануфактуры (Богородский уезд Московской губ.).
С 1913 года на военной службе чертёжник инженерного управления в Иркутске, тогда же начал революционную деятельность.
После февральской революции 1917 года был избран членом и работал в Иркутском Совете рабочих, крестьянских и солдатских депутатов, в Сибирском военном комиссариате. Участвовал в военных действиях против атамана Семёнова.
После октябрьской революции работал секретарём технического отдела областного военного совета в Иркутске. В 1918 году работал в особом отделе Сибирского военного комиссариата.
После ликвидации советской власти в Сибири бежит на Дальний Восток, был арестован контрразведкой колчаковских войск, в начале 1920 года освобождён под денежный залог. В 1920 году в военном совете (Владивосток) политуполномоченный, секретарь, председатель военно-технического отдела.
В 1921 году работает в полномочном представительстве ГПУ по Дальне-Восточной Республике и заведующим особым отделом Дальбюро ЦК РКП(б). С 1922 года секретарь Приморского губкома РКП(б)—ВКП(б).
В 1926 году заведующий организационным отделом и отделом распределения кадров Дальне-Восточного крайкома ВКП(б). С 1927 года ответственный инструктор ЦК ВКП(б). В 1929—1931 годах заместитель заведующего организационно-распределительным отделом, заместитель заведующего культурно-пропагандистским отделом ЦК ВКП(б).
С 1931 года секретарь Нижне-Волжского крайкома ВКП(б). С 1933 года секретарь Приморского обкома ВКП(б).
С 1934 года член Комиссии партийного контроля при ЦК ВКП(б). С 1935 — одновременно второй секретарь Свердловского обкома ВКП(б).
19 мая 1937 года первый секретарь обкома Кабаков был исключен из партии, а 22 мая был арестован. В этот же день Пшеницын, выступая на пленуме обкома, 
подверг Кабакова резкой критике, укоряя себя в политической слепоте.  
23 мая 1937 года рано утром К. Ф. Пшеницын покончил жизнь самоубийством (выстрелил себе в голову).
Из партии исключён не был. Тем не менее, 12 августа 1958 года бюро Свердловского обкома КПСС приняло постановление о реабилитации К. Ф. Пшеницына в партийном отношении (посмертно).
Проживавшая вместе с Пшеницыным сестра была исключена из партии и уволена с должности директора школы.

## Память
О Пшеницыне писателем Михаилом Ильичём Матюшиным написана «Повесть о Константине Пшеницыне» (1983 г.).